# Тчамадью, Джуниор
Джуниор Баптисте Тчамадью (фр. Junior Baptiste Tchamadeu; род. 22 декабря 2003, Редбридж, Редбридж) — камерунский футболист, защитник клуба «Сток Сити» и сборной Камеруна.

## Клубная карьера
Тчамадью — воспитанник клубов «Чарльтон Атлетик» и «Колчестер Юнайтед». 5 декабря 2020 года в матче против «Гримсби Таун» он дебютировал во Второй лиге Англии в составе последнего. 26 марта 2022 года в поединке против «Транмир Роверс» Джуниор забил свой первый гол за «Колчестер Юнайтед». В 2023 году Тчамадью перешёл в «Сток Сити», подписав контракт на четыре года. 16 сентября в матче против «Норвич Сити» он дебютировал в Чемпионшипе.

## Карьера в сборной
17 ноября в отборочном поединке чемпионата мира 2026 против сборной Маврикия Тчамадью дебютировал за сборную Камеруна.